# Třída Edgar Quinet
Třída Edgar Quinet byla třída pancéřových křižníků francouzského námořnictva. Celkem byly postaveny dvě jednotky této třídy. Byly to poslední a nejsilnější francouzské pancéřové křižníky. V konstrukci plavidel se již částečně odrazily zkušenosti z Rusko-japonské války. Hlavní vylepšení oproti předchůdcům představovalo sjednocení ráže hlavních děl a kvalitní pancéřování. Naopak zaostávaly svou rychlostí.

## Stavba
Celkem byly postaveny dvě jednotky této třídy. Do služby byly přijaty roku 1911.
Jednotky třídy Edgar Quinet:
| Jméno            | Loděnice           | Založení kýlu | Spuštěna       | Vstup do služby | Poznámka |
| ---------------- | ------------------ | ------------- | -------------- | --------------- | --- |
| Edgar Quinet     | Arsenal de Brest   | listopad 1905 | září 1907      | leden 1911      | Od roku 1928 cvičná loď, odstraněny kasematové kanóny a dva komíny. Dne 9. ledna 1930 ztroskotal u alžírského mysu Blanc. |
| Waldeck-Rousseau | Arsenal de Lorient | červen 1906   | 4. března 1908 | srpen 1911      | Vyřazen 1932. |

## Konstrukce

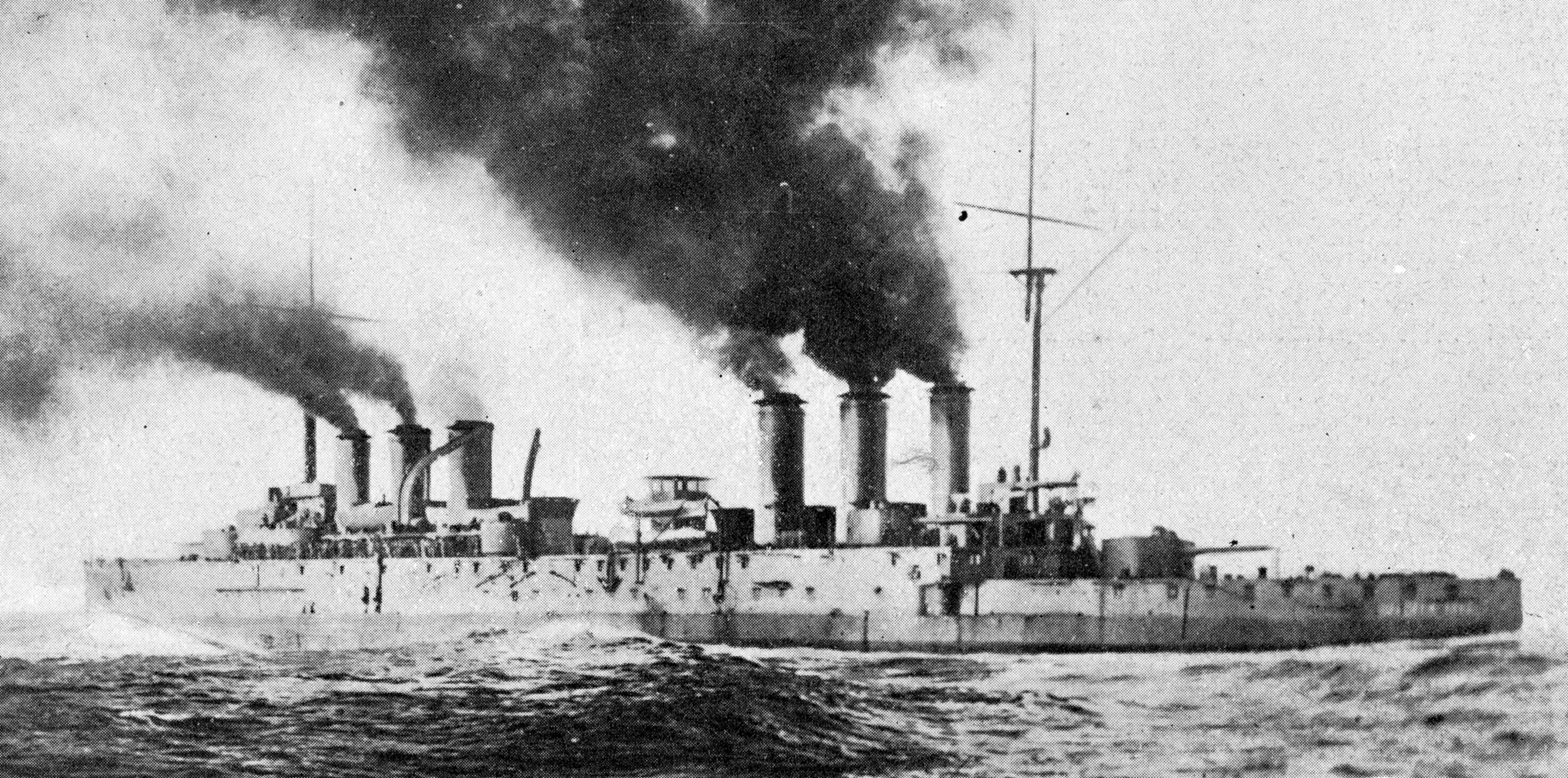
Waldeck-Rousseau

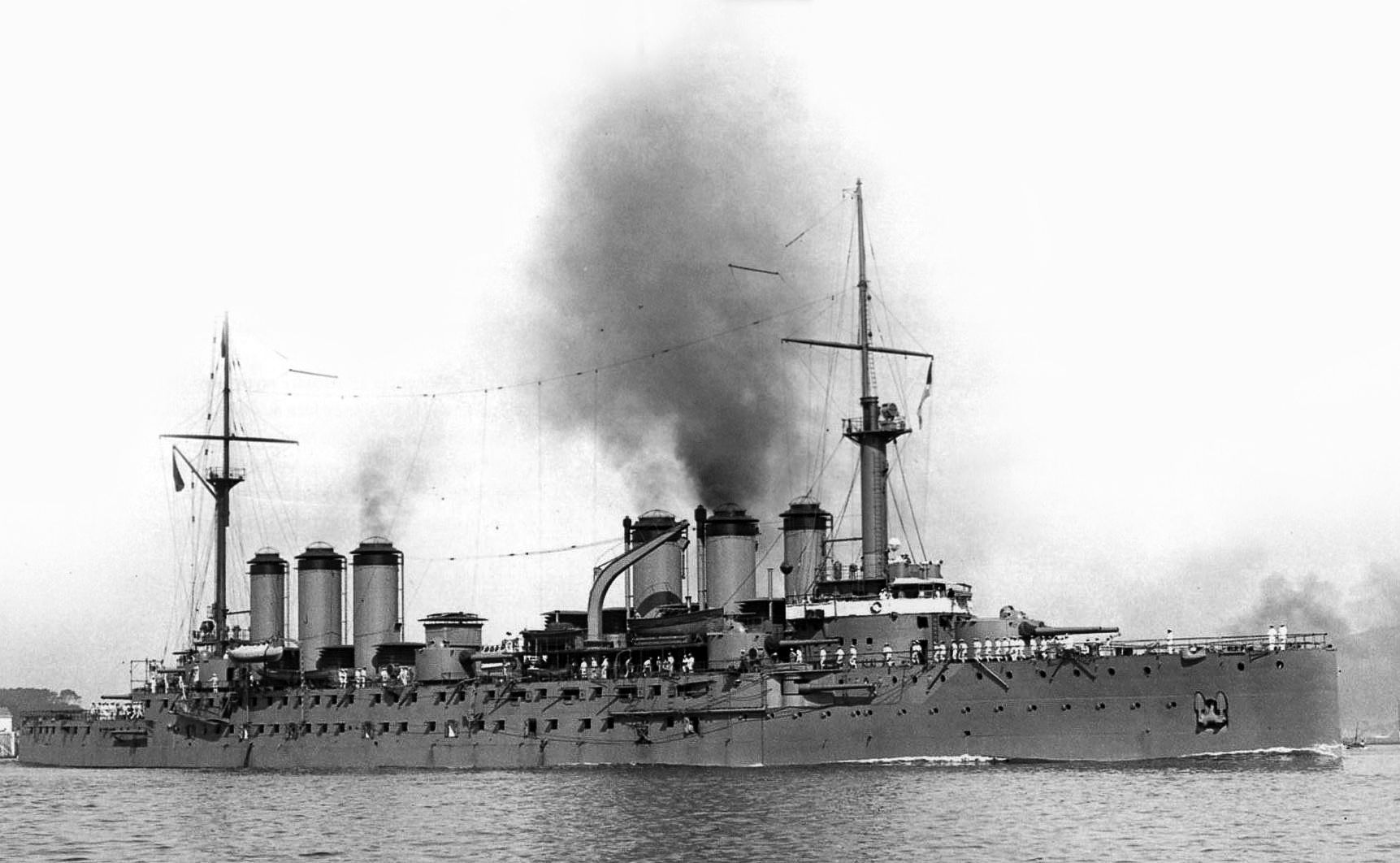
Edgar Quinet

Hlavní výzbroj tvořilo čtrnáct 194mm kanónů, z nichž čtyři byly umístěny ve dvoudělových věžích na přídi a na zádi, šest v jednodělových věžích a zbývající čtyři v kasematách. Doplňovalo je dvacet 65mm kanónů a dva 450mm torpédomety. Pohonný systém tvořilo 40 kotlů a tři parní stroje s trojnásobnou expanzí o výkonu 36 000 ihp, pohánějící tři lodní šrouby. Nejvyšší rychlost dosahovala 23 uzlů. Dosah byl 6500 námořních mil při rychlosti 10 uzlů.